# Milan Corryn
Milan Corryn (Aalst, 4 aprile 1999) è un calciatore belga, attaccante dello Spartak Trnava.

## Caratteristiche tecniche
È un'ala sinistra, ma all'occorrenza può essere schierato anche sulla destra o al centro dell'attacco come falso 9.

## Carriera

### Club
Dopo aver giocato nel settore giovanile dell'Anderlecht, il 31 agosto 2018 viene acquistato a titolo definitivo dalla squadra slovacca dell'AS Trenčín. Con i biancorossi disputa tre stagioni, realizzando 7 gol in 65 gare di campionato.
Il 26 giugno 2021 viene acquistato dal Warta Poznań, club della prima divisione polacca. Debutta con la maglia degli Zieloni il 25 luglio, disputando da titolare la gara contro d'esordio contro lo Śląsk Breslavia. Il 6 agosto seguente, nella trasferta contro il Górnik Łęczna, realizza i primi due gol con la maglia del Warta Poznań.

### Nazionale
Ha giocato nelle nazionali giovanili belghe Under-15, Under-16, Under-17, Under-18 ed Under-19.

## Statistiche

### Presenze e reti nei club
Statistiche aggiornate al 22 maggio 2022.
| Stagione          | Squadra           | Campionato        | Campionato | Campionato | Coppe nazionali | Coppe nazionali | Coppe nazionali | Coppe continentali | Coppe continentali | Coppe continentali | Altre coppe | Altre coppe | Altre coppe | Totale | Totale |
| Stagione          | Squadra           | Comp              | Pres       | Reti       | Comp            | Pres            | Reti            | Comp               | Pres               | Reti               | Comp        | Pres        | Reti        | Pres   | Reti   |
| ----------------- | ----------------- | ----------------- | ---------- | ---------- | --------------- | --------------- | --------------- | ------------------ | ------------------ | ------------------ | ----------- | ----------- | ----------- | ------ | ------ |
| 2018-2019         | AS Trenčín        | SL                | 24         | 2          | CS              | 1               | 0               | -                  | -                  | -                  | -           | -           | -           | 25     | 2      |
| 2019-2020         | AS Trenčín        | SL                | 15         | 1          | CS              | 3               | 1               | -                  | -                  | -                  | -           | -           | -           | 18     | 2      |
| 2020-2021         | AS Trenčín        | SL                | 27         | 4          | CS              | 4               | 1               | -                  | -                  | -                  | -           | -           | -           | 31     | 5      |
| Totale AS Trenčín | Totale AS Trenčín | Totale AS Trenčín | 66         | 7          |                 | 8               | 2               |                    | -                  | -                  |             | -           | -           | 74     | 9      |
| 2021-2022         | Warta Poznań      | EK                | 21         | 2          | CP              | 1               | 0               | -                  | -                  | -                  | -           | -           | -           | 22     | 2      |
| Totale carriera   | Totale carriera   | Totale carriera   | 87         | 9          |                 | 9               | 2               |                    | -                  | -                  |             | -           | -           | 96     | 11     |

## Palmarès

### Club

#### Competizioni nazionali
- Coppa di Slovacchia: 1

Spartak Trnava: 2024-2025